# 歩兵第347連隊
歩兵第347連隊（ほへいだい347れんたい、歩兵第三百四十七聯隊）は、大日本帝国陸軍の連隊の一つ。

## 沿革
太平洋戦争末期の1945年（昭和20年）、第三次兵備により本土決戦に備え新設された第231師団の歩兵連隊の一つとして浜田で編成された。同年7月12日、軍旗拝受。島根県鹿足郡日原村（日原町を経て現津和野町）にて駐留中に終戦を迎えた。

## 歴代連隊長
| 代 | 氏名   | 在任期間        | 出身校・期 | 備考 |
| -- | ------ | --------------- | ---------- | ---- |
| 1  | 朝倉啓 | 1945.6.5 - 終戦 | 陸士38期   | 中佐 |